# Gotha Go P.60
Gotha Go P.60 — немецкий реактивный истребитель с летающим крылом, разработанный в конце Второй мировой войны компанией Gothaer Waggonfabrik (Гота).

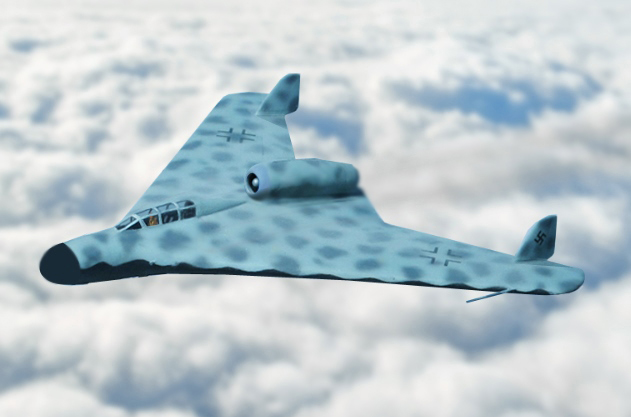
Go P.60A,

## История
Первоначальная концепция представляла собой двухместный многоцелевой истребитель, который впоследствии был развит в трёхместный ночной и всепогодный истребитель. Проектирование и разработка начались в конце 1944 года, первые известные эскизы дизайна датируются январём 1945 года, а 11 марта компания представила люфтваффе три связанных проекта. Все они имели два турбореактивных двигателя, установленных во внешних гондолах над и под крылом.
Самолёты предназначались для выполнения функций тяжёлого истребителя, истребителя-бомбардировщика, разведчика и ночного истребителя.
Работа над Go P.60 была остановлена к концу войны в Европе, и ни один вариант так и не был построен.

## Проектирование и разработка
В июне 1944 года компания «Гота» получила контракт на производство одноместного истребителя-крылолёта Horten Ho 229, но для запуска его в производство потребовалось внести множество изменений в конструкцию. Недовольный тем, что, по его мнению, было фундаментальными недостатками конструкции Хортена, главный аэродинамик «Готы» доктор Рудольф Гётерт решил разработать альтернативную конструкцию Ho 229, которая включала бы в себя последние исследования и отвечала бы требованиям верховного командования Люфтваффе (Oberkommando der Luftwaffe). К ним относились экипаж из двух человек, герметичная кабина для высотных боевых действий, трёхопорное шасси, возможность установки более мощных турбореактивных двигателей и увеличение дальности полёта по сравнению с самолётом Horten.
Хотя проектные работы, вероятно, начались в конце 1944 года, первые известные эскизы датируются январём 1945 года, и 11 марта компания представила Люфтваффе три связанных между собой проекта. Все они имели по два турбореактивных двигателя, установленных во внешних гондолах над и под крылом. Самолёты предназначались для выполнения функций тяжёлого истребителя, истребителя-бомбардировщика, разведчика и ночного истребителя. Go P.60A был прямым конкурентом Ho 229 и мог быть оснащён двигателями BMW 003 или Heinkel HeS 011. В предложении Гётерта не упоминалась версия P.60A с ракетным ускорителем. P.60B был более крупной версией с более мощными двигателями и большей дальностью полёта. Оба этих варианта предусматривали размещение кабины в передней части фюзеляжа с пилотом и наблюдателем в лежачем положении. Они должны были быть вооружены либо четырьмя 30-миллиметровыми (1,2 дюйма) пушками MK 108, либо двумя пушками MK 103.
Установленный в носовой части радар FuG 240 Berlin модели ночного истребителя P.60C вынудил вернуться к более традиционной компоновке тандемной кабины с оператором радара позади пилота. Вооружение этой версии планировалось в виде четырёх пушек MK 108 в крыльях и дополнительной пары пушек, стреляющих вверх в конфигурации Schräge Musik, которая располагалась позади оператора радара. Гётерт не знал, что 1 марта Люфтваффе пересмотрело свои требования к экипажу, но 21 марта он смог представить переработанный проект с заменой задней кабины дополнительным топливным баком и дополнительными кабинами в корнях крыльев по обе стороны от пилота. Для улучшения боковой устойчивости модели C были добавлены два небольших вертикальных стабилизатора возле законцовок крыла
В своём предложении Гётерт также упомянул, что в аэродинамической трубе проводились испытания версии с двигателями, расположенными бок о бок в задней части центральной секции крыла, с широким воздухозаборником, выступающим из нижней части фюзеляжа. На одном из рисунков этой версии крылья имели ярко выраженный изгиб и различные поверхности управления на законцовках крыла.

## Описание
Предполагалось, что все версии P.60 будут изготавливаться из стальных труб, покрытых фанерой. Самолет состоял из трех секций: двух внешних крыльев и центральной секции. Этот последний раздел содержал экипаж, двигатели, шасси, вооружение. Центральная секция обшивки фюзеляжа будет построена из дерева с крыльями. рыскания обеспечивался бы парой убирающихся рулей сопротивления вблизи кончика каждого крыла. Топливо размещалось в центральном баке и в крыльях. Задние кромки крыльев были оснащены элевонами.
Go P.60C предлагался в качестве ночного истребителя. В удлиненной носовой части должен был быть установлен радар, а три пушки MK 108, стреляющие вверх, дополняли бы четыре пушки предыдущей модели. Силовая установка должна была состоять из пары двигателей BMW 003 или HeS 011, дополненных одной твердотопливной ракетой-носителем Walter HWK. Работа над Go P.60 была остановлена в связи с окончанием войны в Европе.

## Варианты
Go P.60A, первоначальная версия с лежачей кабиной и двумя двигателями BMW 003A-1, установленными вертикально. Ни один экземпляр не был построен.
- Go P.60A Höhenjäger, предлагаемая версия высотного истребителя.
- Go P.60A Zerstörer, предлагаемая версия тяжёлого истребителя.
- Go P.60A Aufklärer, предлагаемая версия разведывательного истребителя.
- Go P.60A/R, предлагаемая версия Höhenjäger с одним ракетным двигателем Walter HWK 508B между двигателями.

Go P.60B, упрощенная версия с обычной кабиной и рулями. Строительство прототипа было остановлено на полпути.
Go P.60C, версия ночного истребителя с радаром в носовой части. Не производился.
Go P-60.007, вариант с компоновкой, аналогичной варианту A, но с двигателями, расположенными под фюзеляжем, и заметным углом наклона. Известен только по чертежу, возможно, это «четвёртый» вариант, упомянутый в отчёте Готерта за март 1945 года.

## Технические характеристики (Go P.60A, в соответствии с проектом)
Общие характеристики
- Экипаж: 2 человека
- Длина: 8,82 м (28 футов 11 дюймов)
- Размах крыльев: 12,2 м (40 футов 1 дюйм)
- Рост: 3,5 м (11 футов 6 дюймов)
- Площадь крыла: 46,8 м2 (504 кв. футов) , 110 м2 (1184 2 фута), включая фюзеляж
- Максимальный взлетный вес: 7450 кг (16424 фунта)
- Запас топлива: 3600 л (951 галлон)
- Силовая установка: 2 турбореактивных двигателя BMW 003A-1, тяга 7,8 кН (1760 фунтов) каждый

Производительность
- Максимальная скорость: 915 км/ч (569 миль/ч, 494 узла)
- Дальность: 1600 км (994 мили, 864 морские мили)
- Потолок обслуживания: 12 500 м (41 000 футов)

Вооружение
4 × 30-мм пушка MK 108 или 2 × 30-мм пушка MK 103